# Gyllene år (roman)
Gyllene år (originaltitel: These Happy Golden Years) är åttonde delen i bokserien Lilla huset på prärien, av Laura Ingalls Wilder. Den kom ut på engelska 1943 och på svenska 1962.

## Handling
Boken är baserad på Ingalls senare tonårstid, boende nära De Smet, i South Dakota. Den skildrar bland annat hennes korta tid som lärare, med start som 15-åring samt hennes kurtis med Almanzo Wilder. Boken skildrar perioden 1882 fram till 1885, då paret gifte sig.

## Filmatiseringar
Bokens handling utspelar sig under säsong sex i TV-serien Lilla huset på prärien, vilken originalsändes 1979–1980. I rollen som Laura Ingalls ses Melissa Gilbert och hennes stora kärlek Almanzo Wilder spelas av Dean Butler.